# 君滙港

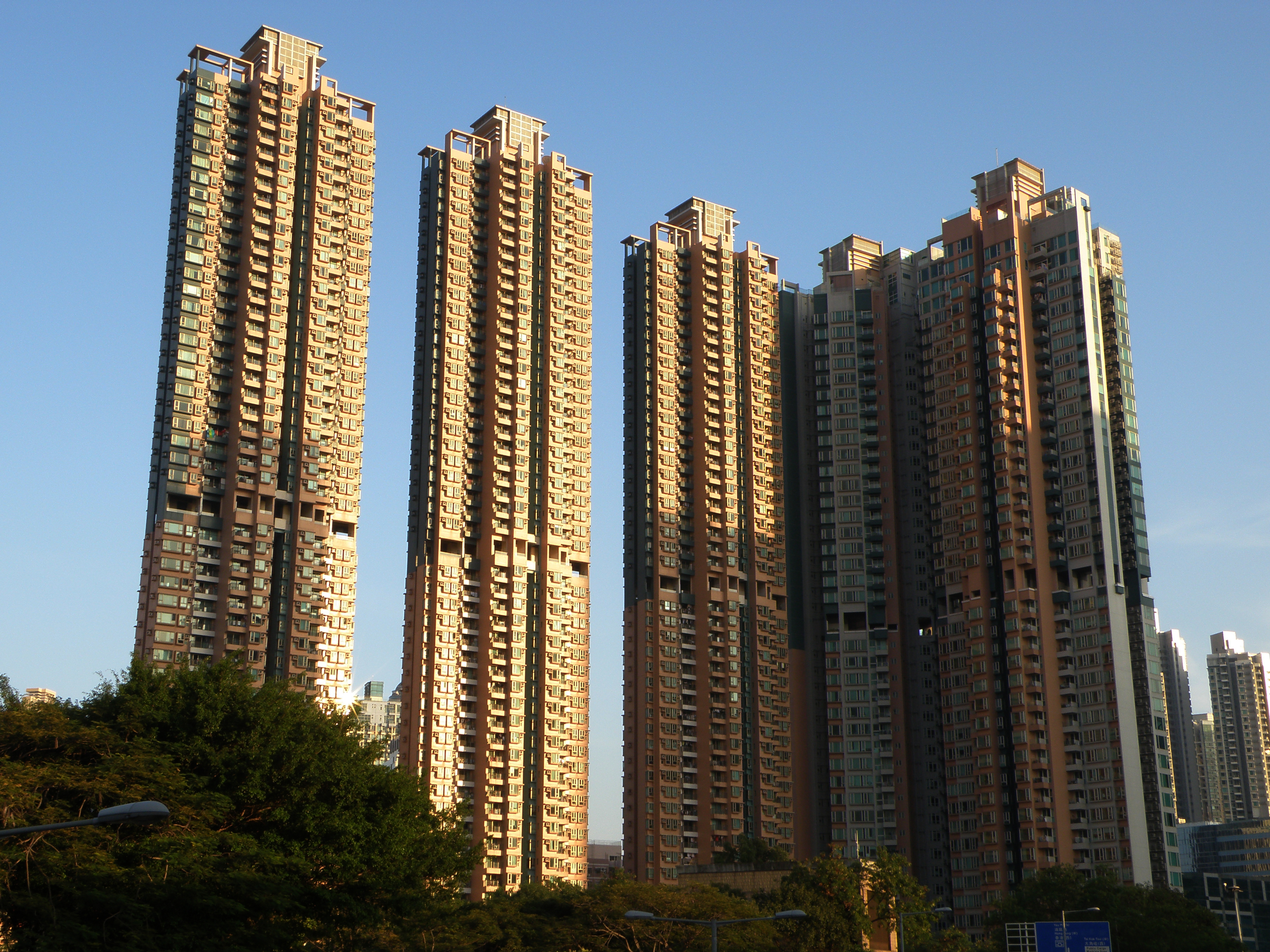
仰望君滙港西北面，右起為1、2、3、5及6座

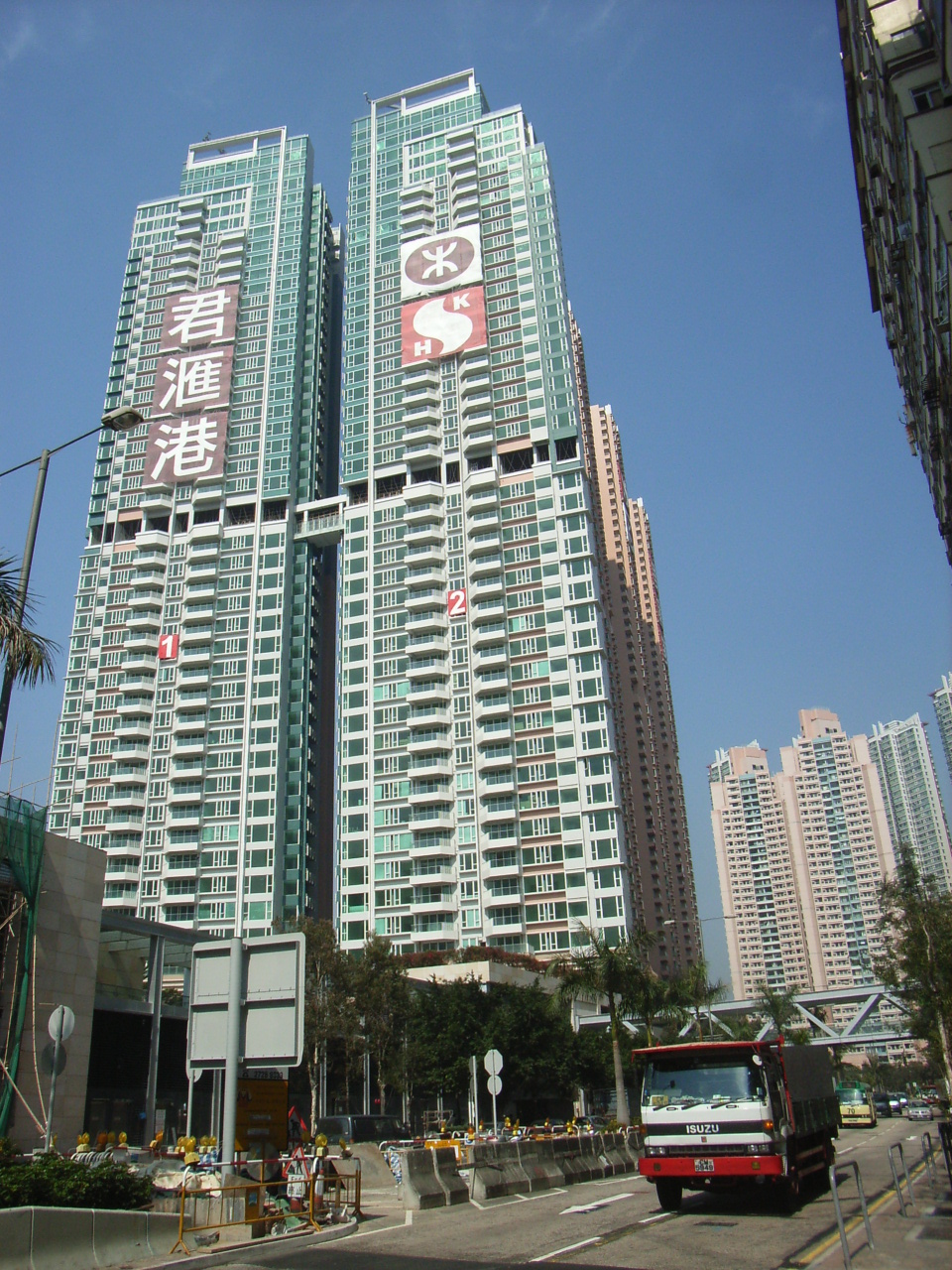
2007年2月的君滙港

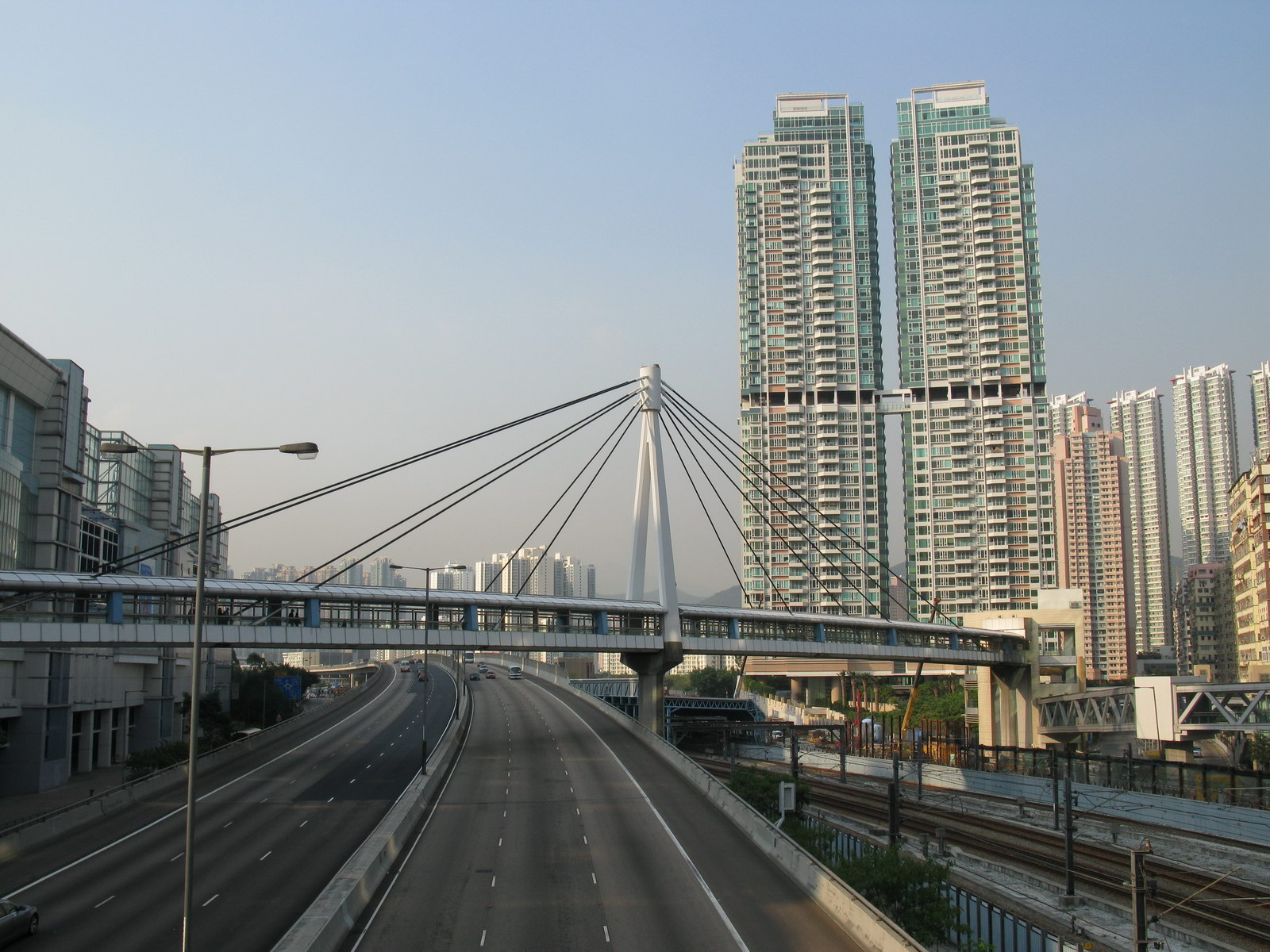
君滙港及大角咀一帶樓宇，左面道路為西九龍公路，右面鐵路是港鐵東涌綫及機場快綫

君滙港（英語：Harbour Green），是一個位於香港九龍油尖旺區大角咀的私人高尚住宅，為港鐵奧運站上蓋物業發展第三期項目，發展商為新鴻基地產及地鐵公司（今港鐵公司）。屋苑由新鴻基建築設計負責總體設計，並由馬梁建築師事務所負責詳細設計，共設有5幢樓高48及56層的住宅大廈，共提供1,514個單位。

## 屋苑資料
一般單位建築面積約由600至2,150平方呎，備有2房2廳至4房雙套房連工人套房單位，另備有特色單位。一及二座主要提供面積過千呎的大單位，而三、五和六座則主打中型單位。物業毗鄰地鐵奧運站及多個大型購物商場，也設有裝飾精美的大型豪華會所，包括米芝蓮豪華宴會廳。
君滙港在2005年10月首推，在2006年3月再推售，9月的是再三推售「樓花」。君滙港前名：「金莎西岸」（Canary West），之後更名：「嘉雲西岸」（Harbour West），最終易名為「君滙港」。
君滙港附近的大型商場是奧海城。 君滙港南望有新油麻地避風塘，遠眺港鐵九龍站上蓋物業凱旋門及擎天半島、再遠眺是維多利亞港西及香港島上環沿岸等。君滙港有住客通道連接較早開發的西九龍紀律部隊宿舍，並有天橋連接埃華街一帶，每位進出君滙港的住客都要出示住客證以利用住客通道進入住宅大樓，訪客則須出示身分證。
中聯辦在2007年購入君滙港48個單位，作為九龍工作部幹部宿舍，有不少處長級官員居住。
所有樓宇均採用富士達提供的升降機。
2022年4月起，由世紀服務提供保安服務。

## 圖片集

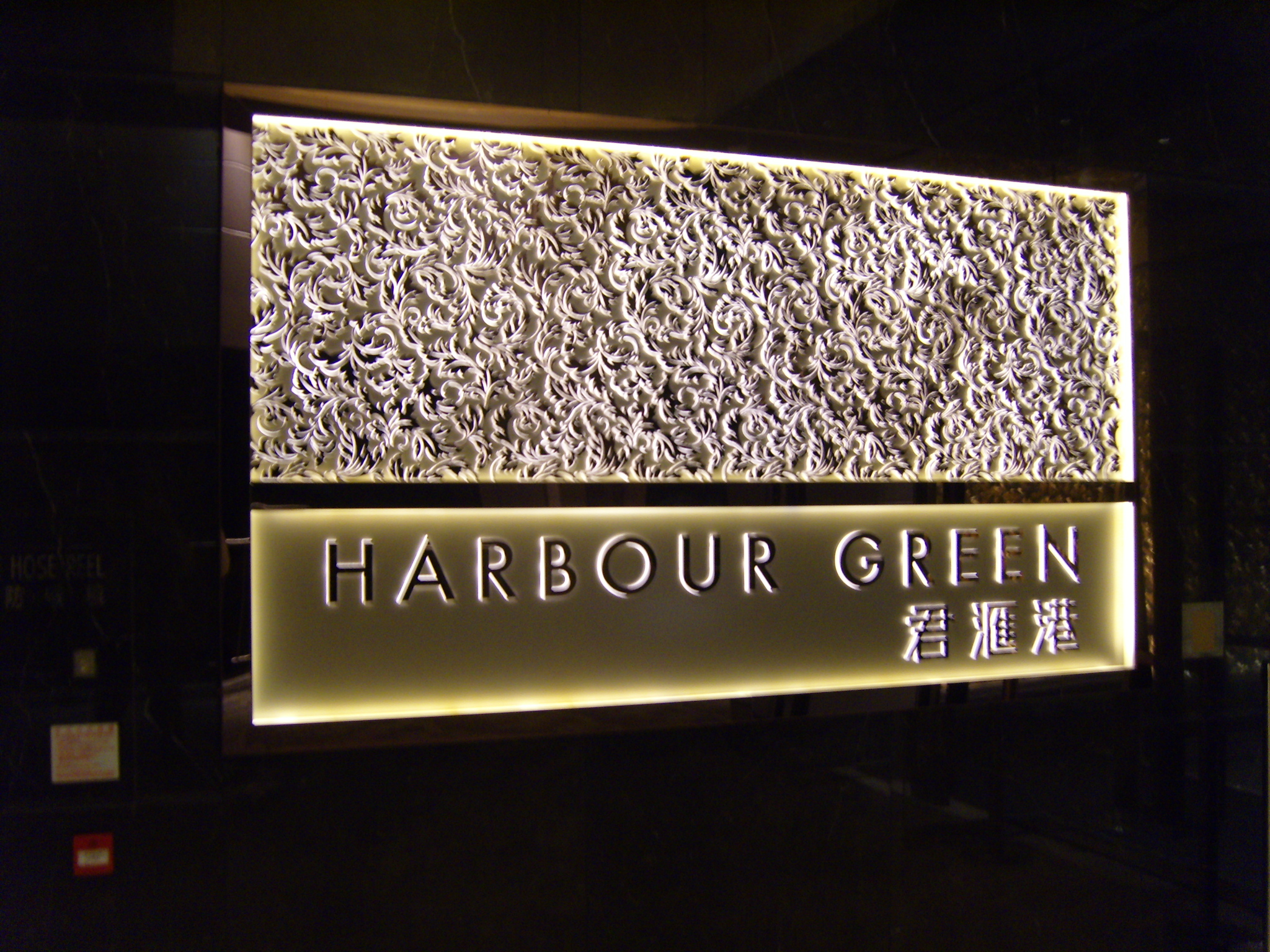
君滙港
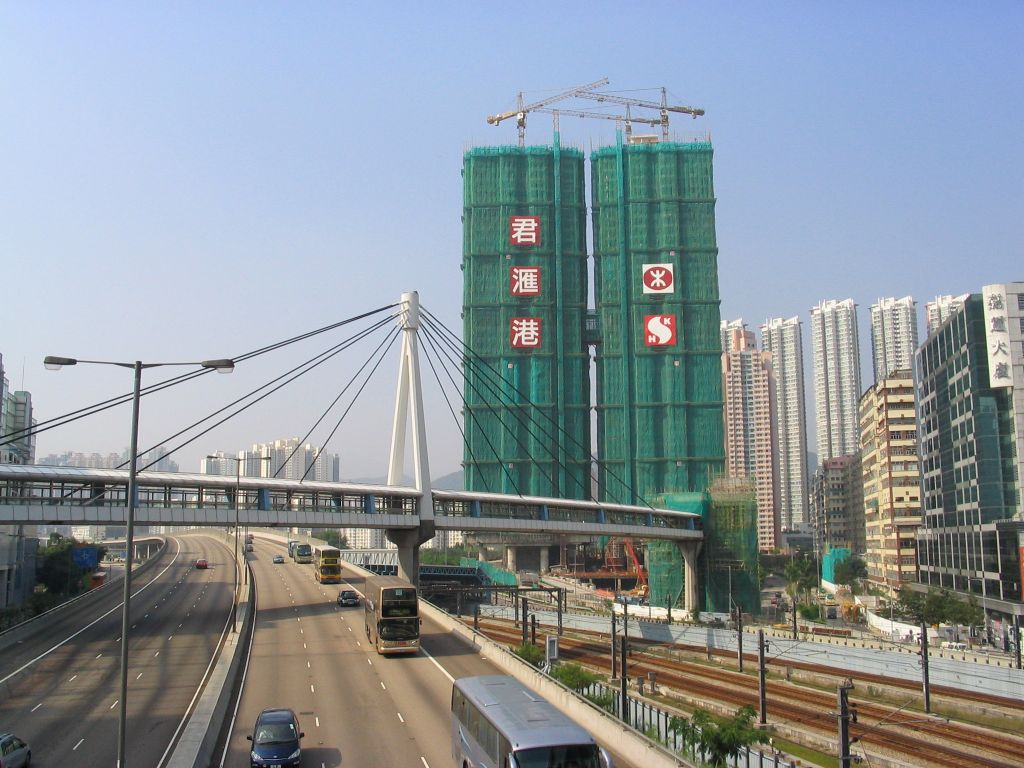
建築中的君滙港 （2005年10月）
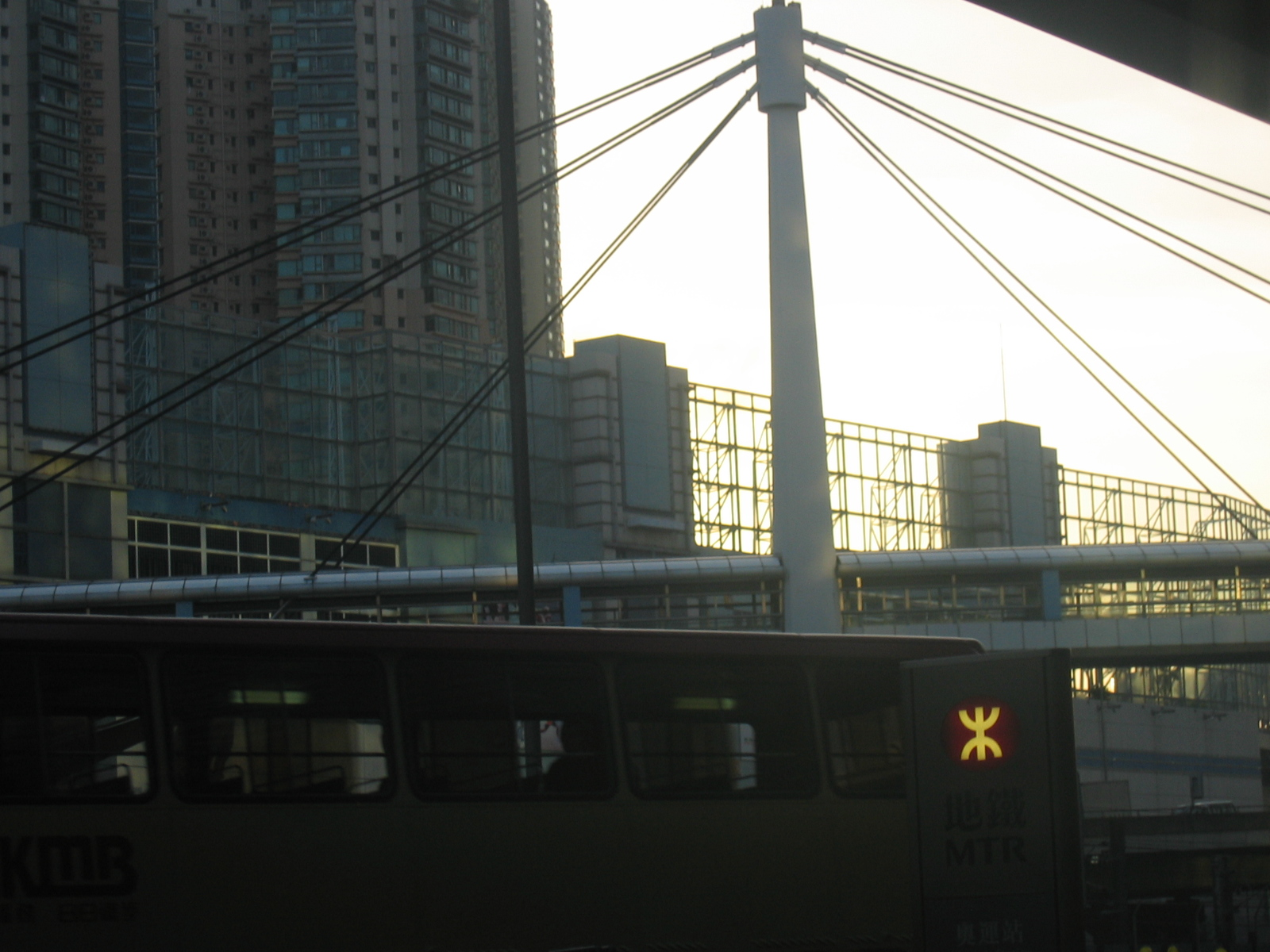
奧海城的行人天橋，可從奧運站前往君滙港

## 著名住客
- 周浩鼎，香港律師、民建聯副主席、立法會議員（區議會第二）、前任離島區區議員（東涌南）
- 譚芷昀，歌手

## 外部連線
- 君滙港官方網址
- 君滙港地圖（页面存档备份，存于）

22°19′19″N 114°09′33″E / 22.3219°N 114.1592°E